# 2014 FNSうたの夏まつり
『2014 FNSうたの夏まつり』（2014 エフエヌエスうたのなつまつり）は、フジテレビ系列で2014年8月13日 19:00 - 23:08（JST）に生放送された通算3回目の『FNSうたの夏まつり』である。

## 概要
『FNSうたの夏まつり』としては、第3回目となる。今年も会場は国立代々木競技場第一体育館で4時間を超える生放送となった。
また、草彅剛が当番組で司会を務めるのはこれが最後となる。
番組初のお盆休みでの放送となった。

## 当日のステージ
今回のステージの最多出演者は、小室哲哉であり、トップバッターのSMAPの「SHAKE」とSMAP×スガシカオの「夜空ノムコウ」のコーラス出演を含め、8曲に参加している。さらに、全出演アーティストの中で唯一、19時台・20時台・21時台・22時台の全ての時間帯に出演していた。
トップバッターと大トリは、一昨年・昨年と同様、SMAPが担当しており、トップバッターは「SHAKE」、大トリは「Top Of The World」が披露された。
渡辺美里と小室哲哉が、19年ぶりに「My Revolution」で共演した。テレビ番組で共演するのは初である。
宮本笑里が出産後の初のテレビ出演を果たした。
岸谷香は、ぎっくり腰をおしての出演だった。
ジャニーズ事務所からはSMAP、山下智久、Kis-My-Ft2、舞祭組の4組が出演した。舞祭組は『FNSうたの夏まつり』に初出演となった。
今年は、芦田愛菜、杏里、伊勢正三、宇崎竜童、ウルフルズ、HKT48、EXILE TRIBE、荻野目洋子、金井克子、加山雄三、川本真琴、神田沙也加、岸谷香、氣志團、木村カエラ、クリス・ハート、小柳ゆき、坂上忍、榊原郁恵、GENERATIONS、私立恵比寿中学、スガシカオ、チームしゃちほこ、津田英佑、デーモン閣下、秦基博、早見優、一青窈、舞祭組、藤井フミヤ、南こうせつ、May J.、森昌子、森山直太朗の34組のアーティストが『FNSうたの夏まつり』に初出演した。
今回は、全74曲中56曲がコラボレーション（共演）で披露され、昨年同様、コラボレーション（共演）が多めの番組構成で、また、今回は気志團の「One Night Carnival」や玉置浩二の「田園」など、4〜6組の複数のアーティストによるコラボレーションも多かった。
また、全74曲中、芦田愛菜の「ふぁいと」、NMB48の「ナギイチ」、三代目 J Soul Brothersの「R.Y.U.S.E.I.」、EXILE TRIBEの「THE REVOLUTION」を除く70曲が武部聡志音楽団などによる生演奏であった。
演歌勢は氷川きよしと森昌子の2名が出演し、この回を最後にBSジャパン（現：BSテレ東）で放送中の裏番組に移行した。

## 出演者

### 司会
- 草彅剛（当時：SMAP）
- 加藤綾子（当時：フジテレビアナウンサー）

### 出演アーティスト
- 芦田愛菜
- 杏里
- E-girls
- 伊勢正三
- 宇崎竜童
- ウルフルズ
- AKB48
- SKE48
- NMB48
- HKT48[10]
- EXILE TRIBE
- 荻野目洋子
- 金井克子
- 華原朋美
- 加山雄三
- 川本真琴
- 神田沙也加×津田英佑
- 岸谷香
- 氣志團
- Kis-My-Ft2
- 木村カエラ
- クリス・ハート
- 郷ひろみ
- 小室哲哉
- 小柳ゆき
- 坂上忍
- 榊原郁恵
- 三代目 J Soul Brothers[注 2]
- GENERATIONS[注 3]
- JUJU
- 私立恵比寿中学
- スガシカオ
- SCANDAL
- 鈴木雅之
- SMAP
- 高見沢俊彦（THE ALFEE）
- 玉置浩二
- チームしゃちほこ
- TUBE/前田亘輝
- TRF
- T.M.Revolution
- デーモン閣下
- 德永英明
- ナオト・インティライミ
- 中川翔子
- 西野カナ
- 乃木坂46
- 秦基博
- 早見優
- B.B.クィーンズ
- 氷川きよし
- 一青窈
- 舞祭組
- 藤井フミヤ
- 槇原敬之
- 水樹奈々
- 南こうせつ
- miwa
- May J.
- ももいろクローバーZ
- 森高千里
- 森昌子
- 森山直太朗
- 山下智久
- ゆず
- 和田アキ子
- 渡辺美里
- WaT

#### ゲストミュージシャン
| - 浅倉大介 - 石川綾子 - 宮本笑里 |

#### その他のゲスト
- 小倉智昭、菊川怜 - 『とくダネ!』MC。
- 妻夫木聡、瑛太、満島ひかり、柄本佑、野村周平 - 水曜22時枠ドラマ『若者たち 2014』キャスト、主題歌を歌う森山直太朗ほかの応援。

#### 音楽・演奏
音楽：武部聡志／演奏：武部聡志音楽団（pf 武部聡志、Gt 鳥山雄司、Key 清水俊也、Gt 遠山哲朗、Ba 川崎哲平、Dr 村石雅行、Per 朝倉真司、Strings 今野均ストリングス、Sax 竹上良成、Tp 鈴木正則、Tb 佐藤洋樹、Cho 今井マサキ、加藤いづみ、渡部沙智子）

## セットリスト
| 順番 | アーティスト                                                             | 楽曲                                                               |
| ---- | ------------------------------------------------------------------------ | ------------------------------------------------------------------ |
| 1    | SMAP                                                                     | SHAKE (1996)                                                       |
| 2    | ももいろSCANDAL                                                          | 行くぜっ!怪盗少女 (2010/ももいろクローバー)                        |
| 3    | 森高千里×SCANDAL                                                         | ミーハー (1988/森高千里)                                           |
| 4    | 高見沢俊彦×T.M.Revolution×氷川きよし                                     | 星空のディスタンス (1984/ALFEE)                                    |
| 5    | 西野カナ×宮本笑里                                                        | 私たち (2012/西野カナ)                                             |
| 6    | 芦田愛菜                                                                 | ふぁいと!!                                                         |
| 7    | 杏里×E-girls                                                             | CAT'S EYE (1983/杏里)                                              |
| 8    | 杏里×乃木坂46                                                            | 悲しみがとまらない (1983/杏里)                                     |
| 9    | 榊原郁恵×郷ひろみ                                                        | 夏のお嬢さん (1978/榊原郁恵)                                       |
| 10   | 郷ひろみ×榊原郁恵                                                        | 裸のビーナス (1973/郷ひろみ)                                       |
| 11   | NMB48                                                                    | ナギイチ (2012)                                                    |
| 12   | ももいろクローバーZ×私立恵比寿中学×チームしゃちほこ ×南こうせつ×伊勢正三 | 七色のスターダスト (3B junior)                                     |
| 13   | 渡辺美里×小室哲哉                                                        | My Revolution (1986/渡辺美里)                                      |
| 14   | SKE48                                                                    | 不器用太陽                                                         |
| 15   | TUBE×AKB48                                                               | シーズン・イン・ザ・サン (1986/TUBE)                               |
| 16   | 郷ひろみ×高見沢俊彦×GENERATIONS                                          | GOLDFINGER '99 (1999/郷ひろみ)                                     |
| 17   | TUBE×乃木坂46                                                            | あー夏休み (1990/TUBE)                                             |
| 18   | T.M.Revolution×Kis-My-Ft2                                                | HIGH PRESSURE (1997/T.M.Revolution)                                |
| 19   | 槇原敬之×前田亘輝                                                        | 真夏の夜の夢 (1993/松任谷由実)                                     |
| 20   | 岸谷香×miwa                                                              | 世界でいちばん熱い夏 (1987/プリンセス・プリンセス)                 |
| 21   | 森高千里                                                                 | ララ サンシャイン (1996)                                           |
| 22   | 三代目 ゆず Soul Brothers                                                | 夏色 (1998/ゆず)                                                   |
| 23   | 早見優×HKT48                                                             | 夏色のナンシー (1983/早見優)                                       |
| 24   | 三代目 ゆず Soul Brothers                                                | 花火 (2012/三代目 J Soul Brothers)                                 |
| 25   | May J.                                                                   | Let It Go 〜ありのままで〜                                         |
| 26   | 神田沙也加×津田英佑                                                      | とびら開けて                                                       |
| 27   | B.B.クィーンズ×E-girls                                                   | おどるポンポコリン (1990/B.B.クィーンズ)                           |
| 28   | 川本真琴×中川翔子                                                        | ½ (1997/川本真琴)                                                  |
| 29   | AKB48                                                                    | 心のプラカード                                                     |
| 30   | 山下智久×秦基博                                                          | HELLO (山下智久)                                                   |
| 31   | Kis-My-Ft2                                                               | Another Future                                                     |
| 32   | 岸谷香×山本彩(NMB48)                                                     | ハッピーマン (1997/岸谷香)                                         |
| 33   | 森山直太朗×ももいろクローバーZ×私立恵比寿中学×チームしゃちほこ           | 若者たち (1966/ザ・ブロードサイド・フォー)                         |
| 34   | 木村カエラ                                                               | Butterfly (2009)                                                   |
| 35   | 氣志團×郷ひろみ×高見沢俊彦×小室哲哉×浅倉大介                             | One Night Carnival (2002/氣志團)                                   |
| 36   | miwaクロ                                                                 | ミラクル (2013/miwa)                                               |
| 37   | 郷ひろみ×宇崎竜童×氣志團                                                 | 禁猟区 (1977/郷ひろみ)                                             |
| 38   | 華原朋美×小室哲哉                                                        | 恋しさと せつなさと 心強さと (1994/篠原涼子 with t.komuro)         |
| 39   | 玉置浩二×JUJU                                                            | じれったい (1987/安全地帯)                                         |
| 40   | 玉置浩二×今市隆二・登坂広臣(三代目 J Soul Brothers)                      | 夏の終りのハーモニー (1986/井上陽水・安全地帯)                     |
| 41   | 西野カナ                                                                 | We Don't Stop                                                      |
| 42   | 水樹奈々×デーモン閣下                                                    | DESIRE -情熱- (1986/中森明菜)                                      |
| 43   | 三代目 J Soul Brothers                                                   | R.Y.U.S.E.I.                                                       |
| 44   | AKB48                                                                    | ヘビーローテーション (2010)                                        |
| 45   | 森昌子×ももいろクローバーZ                                               | せんせい (1972/森昌子)                                             |
| 46   | 金井克子×一青窈                                                          | 他人の関係 (1973/金井克子)                                         |
| 47   | 德永英明×宇崎竜童                                                        | さよならの向う側 (1980/山口百恵)                                   |
| 48   | 和田アキ子×miwa                                                          | 古い日記 (1974/和田アキ子)                                         |
| 49   | ゆず×鈴木雅之×森山直太朗×ナオト・インティライミ                          | 夜霧の伊勢佐木町〜愛の真世界編〜 (ゆず(北見川潤子&ムーチョ小岩沢)) |
| 50   | 岸谷香×華原朋美                                                          | M (1989/PRINCESS PRINCESS)                                         |
| 51   | ウルフルズ                                                               | バンザイ 〜好きでよかった〜 (1996)                                 |
| 52   | ウルフルズ                                                               | どうでもよすぎ                                                     |
| 53   | 藤井フミヤ                                                               | 夜明けのブレス (1990/チェッカーズ)                                 |
| 54   | 氷川きよし×WaT                                                           | きよしのズンドコ節 (2002/氷川きよし)                               |
| 55   | 小柳ゆき×クリス・ハート                                                  | 愛情 (2000/小柳ゆき)                                               |
| 56   | 鈴木雅之×ももいろクローバーZ                                             | 渋谷で5時 (1994/鈴木雅之・菊池桃子)                                |
| 57   | SMAP×スガシカオ                                                          | 夜空ノムコウ (1998/SMAP)                                           |
| 58   | JUJU×和田アキ子                                                          | やさしさで溢れるように (2009/JUJU)                                 |
| 59   | 荻野目洋子×高橋みなみ(AKB48)×指原莉乃(HKT48)×SKE48                       | ダンシング・ヒーロー (Eat You Up) (1985/荻野目洋子)                |
| 60   | E-girls×小室哲哉                                                         | Feel Like dance (1995/globe)                                       |
| 61   | 槇原敬之×miwa                                                            | どんなときも。 (1991/槇原敬之)                                     |
| 62   | 德永英明×水樹奈々                                                        | 夢を信じて (1990/德永英明)                                         |
| 63   | TRF×E-girls×小室哲哉                                                     | EZ DO DANCE (1993/trf)                                             |
| 64   | 宇崎竜童×鈴木雅之×綾小路翔(気志團)                                       | スモーキン・ブギ (1974/ダウン・タウン・ブギウギ・バンド)           |
| 65   | 舞祭組                                                                   | てぃーてぃーてぃーてれって てれてぃてぃてぃ 〜だれのケツ〜         |
| 66   | 玉置浩二×高見沢俊彦×小室哲哉×森山直太朗×WaT×miwa                         | 田園 (1996/玉置浩二)                                               |
| 67   | EXILE TRIBE                                                              | THE REVOLUTION                                                     |
| 68   | 坂上忍×GENERATIONS                                                       | レッツ・ダンス (1983/デヴィッド・ボウイ)                           |
| 69   | 華原朋美×デーモン閣下×浅倉大介×石川綾子                                  | DEPARTURES (1996/globe)                                            |
| 70   | 藤井フミヤ×クリス・ハート                                                | 白い雲のように (1996/猿岩石)                                       |
| 71   | ナオト・インティライミ×WaT×AKB48グループ                                 | The World is ours! (ナオト・インティライミ)                        |
| 72   | 加山雄三×山本彩・NMB48                                                   | お嫁においで (1966/加山雄三)                                       |
| 73   | 加山雄三×水樹奈々                                                        | 蒼い星くず (1966/加山雄三)                                         |
| 74   | SMAP                                                                     | Top Of The World                                                   |

## その他
- この回をもって、フジテレビ音組としての地上波番組の制作は最後となり[11]、演歌勢は氷川きよしと森昌子の2人だけの出演となった（この回を最後にBSジャパンで放送中の裏番組に出演している）。

## スタッフ
- 制作：港浩一
- 音楽：武部聡志
- 構成：山内浩嗣
- デザイン：YUKIE WICKSON（越野幸栄）
- 美術プロデューサー：塩入隆史、楫野淳司
- 美術進行：鈴木真吾
- 大道具：引馬幹晴、篠本匡介
- 基礎舞台：菅谷忠弘
- アートフレーム：三浦文裕、田代哲丈
- 電飾：久光義紀、渡辺信一
- アクリル装飾：永山淳
- 視覚効果：小熊雅樹
- 生花装飾：小柳幸絵
- メイク：久保田裕子
- 楽器：島津哲也（サンフォニックス）
- LED：後藤佑介（テルミック）、岩瀬直孝（テルミック）、石野創太（東京チューブ）、宇佐美良（東京チューブ）
- 技術プロデューサー／SW：米山和孝
- カメラ：馬場義土
- 音声：中村峰子
- 映像：井上陽介
- 照明デザイン：朝倉康之（fmt）
- 照明：大野遙平、奥山大介（fmt）、鹿野功（PRG）
- 音響：松田勝治（サンフォニックス）
- クレーン：明光セレクト、ダブルビジョン、SiS、サークル、スウィッシュ・ジャパン
- 音響効果：中田圭三（4-Legs）、温水義成（4-Legs）
- CG：瀬井貴之、山口剛、村上雅洋（テルミック）
- 電子タイトル：入船裕美
- 音楽コーディネート：須永武典、大滝拓見
- 振付：カーニバル三浦、JUN
- 広報：山本麻祐子
- 運営：椎名貴一（スマイルオン）
- 場内管理：石川幸二
- webマスター：鬼熊陽一郎
- TK：石原由季、平野美紀子
- 事業：石橋誓朗
- 協力：エイベックス・ライヴ・クリエイティヴ、国立代々木競技場第一体育館、ハーフトーンミュージック
- 技術協力：fmt、共同テレビジョン、サンフォニックス、放映サービス、共立、田中電設、ネクシオン、H!BINO、バンセイ、SHURE、三穂電機、PRG
- 運営協力：キョードー東京
- 制作プロデューサー：土田芳美、宇賀神裕子
- アシスタントプロデューサー：福井倫子、湯瀬恵理子、加藤万貴
- アシスタントディレクター：黒岩栄治、早川和希
- フロアディレクター：大野悟、島田和正、後藤夏美、平田亮輔
- 送出ディレクター：冨田哲朗
- チーフプロデューサー：きくち伸
- 構成・演出：浜崎綾
- 制作：フジテレビバラエティ制作部／音組
- 制作著作：フジテレビ